# Dalbergia glaberrima
Dalbergia glaberrima är en ärtväxtart som beskrevs av Jean Marie Bosser och Raymond Rabevohitra. Dalbergia glaberrima ingår i släktet Dalbergia, och familjen ärtväxter. IUCN kategoriserar arten globalt som sårbar.

## Underarter
Arten delas in i följande underarter:
- D. g. ankaranensis
- D. g. glaberrima